# 105毫米35倍径速射炮
105毫米35倍径速射炮（10.5cm SK L/35）（SK：（速射炮）L - （35倍径炮管））是一战前德国研制的舰炮。该型在第一次世界大战期间为帝国海军的各种战舰提供武器。除了德意志帝国海军，105毫米35倍径速射炮还被荷兰皇家海军、奥斯曼帝国海军和西班牙海军装备使用。

## 海军使用
105毫米35倍径速射炮被用作护卫舰、炮舰、前无畏舰、防护巡洋舰、鱼雷炮舰和无防护巡洋舰的主要或次要武器。
装备有105毫米35倍径速射炮的战舰包括：
- 勃兰登堡级战列舰[註 2][10][11][12][13]
- 美洲鹰级巡洋舰[註 3][15][16]
- 卡罗拉级护卫舰[17]
- 伊伦娜级巡洋舰[註 4][19]
- 古台级炮舰（英语：Koetei-class gunboat）[20][21]
- 北郎度雅级鱼雷炮舰[註 5][23][24]

## 弹药
105毫米35倍径速射炮的弹药为105x656毫米R和固定速射型。一颗全配炮弹重21.4（47磅），落弹重14（31磅）。
可装药：
- 穿甲
- 高爆炸药[1]

## 具有类似作用、性能或者同时代的武器
- 105毫米40倍径速射炮（英语：10.5 cm SK L/40 naval gun）：35倍径速射炮的后继型号
- 4吋40倍徑艦炮（英语：4-inch/40-caliber gun）：美国同等级火炮
- 100公釐45倍徑1893年型火砲（英语：Canon de 100 mm Modèle 1891）：法国同等级火炮
- 100公釐45倍徑1893年型火砲（英语：Cannon 102/35 Model 1914）：意大利同等级火炮
- QF 4英寸Mk I - III舰炮（英语：QF 4-inch naval gun Mk I – III）：英国同等级火炮

## 脚注

### 引文
1. 1 2 3  DiGiulian, Tony. . www.navweaps.com.   [2017-07-23]. （原始内容存档于2021-01-25） （英语）.
2. 1 2  Friedman
3. ↑  Grießmer，第177頁.
4. ↑  . www.navypedia.org.   [2017-07-24]. （原始内容存档于2019-09-08）.
5. ↑  . www.navypedia.org.   [2017-07-24]. （原始内容存档于2020-09-15）.
6. ↑  . www.navypedia.org.   [2017-07-24]. （原始内容存档于2020-02-18）.
7. ↑  . www.navypedia.org.   [2017-07-24]. （原始内容存档于2020-02-24）.
8. ↑  . www.navypedia.org.   [2017-07-24]. （原始内容存档于2020-02-24）.
9. ↑  罗振，第76頁
10. ↑  . www.navypedia.org.   [2017-07-24]. （原始内容存档于2020-02-24）.
11. ↑  . www.navypedia.org.   [2017-07-24]. （原始内容存档于2020-02-18）.
12. ↑  Gröner，第13頁.
13. ↑  Hore，第66頁.
14. ↑  日本海人社，第24頁.
15. ↑  . www.navypedia.org.   [2017-07-24]. （原始内容存档于2021-05-10）.
16. ↑  Gröner, p. 97
17. ↑  Gardiner，第252頁.
18. ↑  日本海人社，第21頁.
19. ↑  Gröner，第94–95頁.
20. ↑  . www.navypedia.org.   [2017-07-24]. （原始内容存档于2020-01-28）.
21. ↑  Koloniaal verslag van 1901, Bijlage C [5.5], p. 6
22. ↑  靖海澄疆 2013，第330頁
23. ↑  . www.navypedia.org.   [2017-07-24]. （原始内容存档于2020-07-09）.
24. ↑  Langensiepen，第157-158頁